# Thomas Banks
Pour les articles homonymes, voir Tom Banks et Banks.
Thomas Banks (29 décembre 1735 – 2 février 1805) est un sculpteur britannique, fils d'un géomètre qui était régisseur des terres du Duc de Beaufort.

## Biographie
Il a appris le dessin de son père et, en 1750, il devient apprenti auprès d'un sculpteur sur bois. À ses heures perdues, il s'exerçait à la sculpture, passant ses soirées dans le studio du sculpteur flamand Peter Scheemakers (en). Avant 1772, lorsque la Royal Academy lui finança son voyage pour Rome, il avait déjà exposé plusieurs de ses œuvres.
À son retour en Angleterre en 1779, il se désintéressa de la poésie classique qui avait été jusque-là sa source d'inspiration et il passa deux ans à Saint-Pétersbourg où il travailla pour l'impératrice Catherine II qui lui acheta notamment sa sculpture dénommée Cupid tormenting a Butterfly (La cupidité tourmentant un papillon). Revenu à Londres, il sculpta son colossal Achille pleurant la perte de Briseis, une œuvre pleine de force et de passion. En 1784, il fut élu associé de la Royal Academy et devint ensuite un membre à part entière.
Parmi ses réalisations, il faut citer dans la Cathédrale Saint-Paul de Londres les statues du Capitaine Westcott et du Capitaine Burges, dans l'Abbaye de Westminster la statue de Eyre Coote ou encore son buste de Warren Hastings à la National Portrait Gallery. L'œuvre la plus connue de Banks est sans doute le groupe de sculpture colossales appelée Shakespeare en présence de la peinture et la poésie qui est actuellement dans la maison de Shakespeare à Stratford-upon-Avon.
Banks est décédé à Londres le 2 février 1805.